# Arène divisée (corrida)
Pour les articles homonymes, voir Arène divisée.

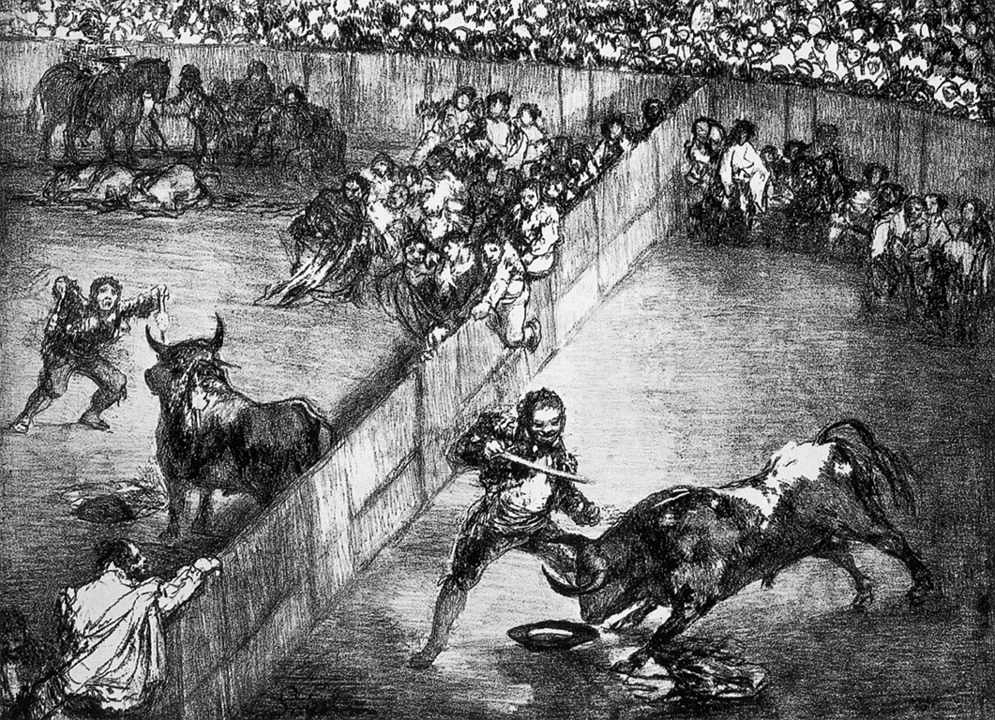
Goya : L'Arène divisée (1824-1825) lithographie de la série Les Taureaux de Bordeaux.

Dans le monde de la tauromachie, l'arène divisée (en espagnol : Plaza partida) était une manière d'organiser les corridas en divisant l'arène en deux parties, ce qui permettait d'avoir deux lidias se déroulant en même temps. Il fut un temps où l'on divisa même l'arène en trois ou quatre parties pour avoir trois ou quatre spectacles à la fois. Mais on s'avisa que la multiplication des divisions n'était pas gérable, et en revint au ruedo divisé en deux au début du XIXe siècle.
Cette méthode, très prisée en Espagne et par les voyageurs français comme Théophile Gautier au XIXe siècle, fut utilisée jusqu'au XXe siècle. La dernière arène divisée ayant eu lieu pour la dernière dernière fois à Madrid en 1980. 
Les peintres ont laissé de nombreux témoignages sur ce sujet qui se prêtait bien à une peinture bigarrée, avec des scènes spectaculaires. 

## Historique
Les taureaux de cette époque ne possédaient ni la bravoure ni la noblesse qu'on leur demande de nos jours. Le plus souvent élevés d'abord pour la boucherie, ils étaient vendus aux corridas par des éleveurs peu scrupuleux, ce qui rendait les courses désordonnées, dangereuses, et parfois ennuyeuses. C'est pour cette raison que dès le début du XIXe siècle, les organisateurs divisèrent le ruedo en deux parties de manière à fournir deux spectacles à la fois aux spectateurs exigeants. Il arrivait même que la plaza soit divisée en trois, voire quatre parties. Il régnait lors un certain désordre dans l'arène et il était difficile de savoir à qui s'adressaient les applaudissements ou les broncas,. Certains jours, on combattait dix-huit taureaux ou même davantage. Ces corridas portaient alors le nom de Corrida Monstruo (corrida monstre) comme ce fut le cas le 16 juin 1913 à Santander à laquelle participèrent notamment les toreros Machaquito, Bombita, Joselito, El Gallo, Vicente Pastor, Cocherito de Bilbao.

## La méthode
Avant chaque spectacle, des areneros se chargeaient d'installer des barrières en bois, comparables à celles qu'on utilisait sur les places publiques pour les plans de charrettes. Bien que solidement plantées, ces barrières, lorsqu'elles étaient trop nombreuses (trois ou quatre) subissaient les assauts d'un bétail mal maîtrisé et le désordre régnait alors en piste où se mélangeaient les différentes cuadrillas. Au fil du temps, on maîtrisa de mieux en mieux les matériaux, et on s'en tint à la division en deux parties.

## La dernière arène divisée
La dernière corrida exécutée en arène divisée eut lieu à Madrid le 22 mai 1980 dans les arènes Las Ventas, où six taureaux furent lidiés par Guerrita et El Ecijano sur un ruedo unique. La suite du spectacle fut assurée par quatre novilleros en arène divisée où le novillo Finito de la ganadería Torres Cortina fut longuement acclamé. Cette date est donnée par Paul Casanova et Pierre Dupuy à la date de la publication de l'ouvrage. Une nouvelle tentative a été faite à El Puerto de Santa María  le 14 juillet 1995, la presse annonçait alors une corrida double (en arène divisée)  comprenant en même temps une corrida sur une moitié du ruedo et une novillada sur l'autre moitié.

## La corrida-arène divisée dans la peinture

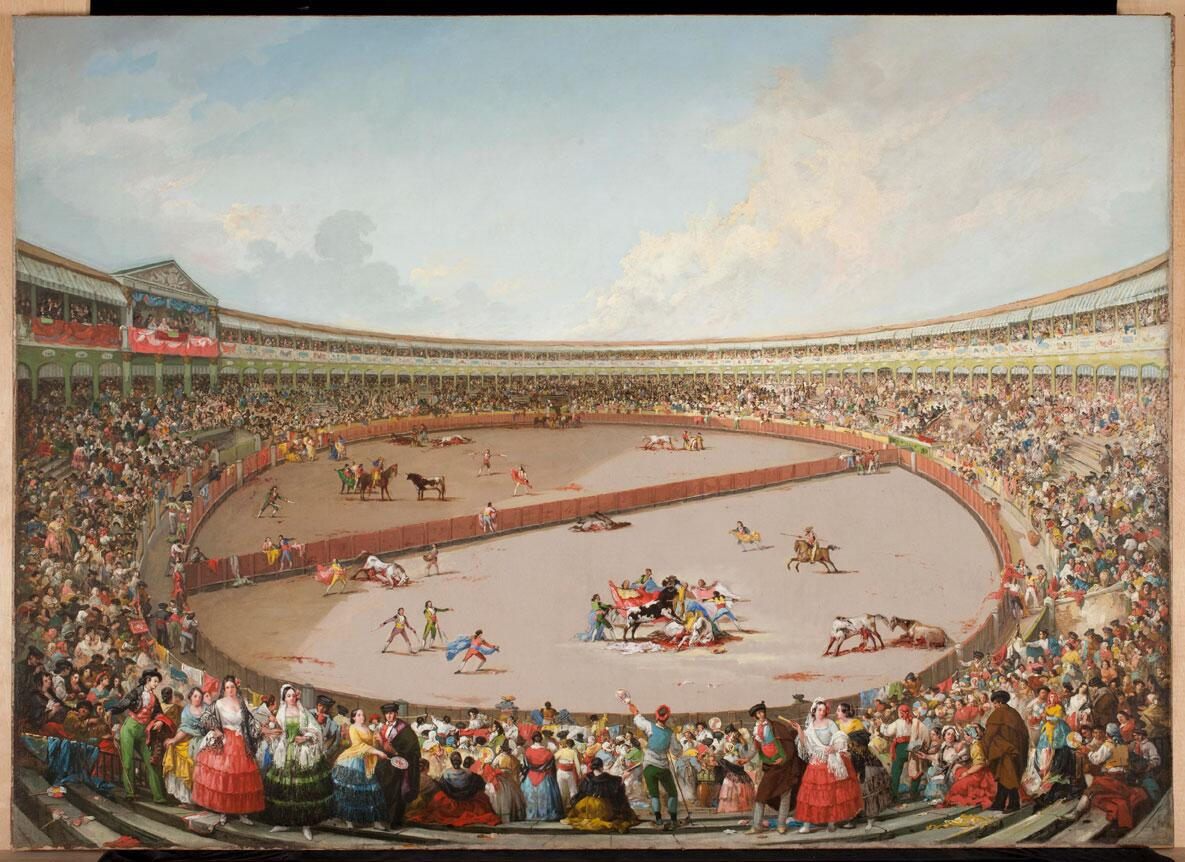
L'Arène divisée par Eugenio Lucas Velázquez.

Parmi les nombreux peintres qui ont laissé des témoignages artistiques sur cette forme de corrida, le plus célèbre est  Francisco de Goya qui a créé plusieurs lithographies  sur ce sujet, notamment : L'Arène divisée, quatrième planche de la série Les Taureaux de Bordeaux. 
Goya avait précédemment peint une grande huile sur toile Corrida dans l'arène divisée de 98,4 × 126,3 cm conservée au Metropolitan Museum of Art sous le nom de Bullfight in a divided ring, considérée comme la plus grande des œuvres tauromachiques du peintre. Elle est datée selon les sources en 1810 ou en 1812. La lithographie des Taureaux de Bordeaux en est issue. 
Eugenio Lucas Velázquez a aussi été inspiré par ce sujet et il a peint en 1850 une Arène divisée, longtemps attribuée à Goya et finalement restituée à son auteur. Elle avait donné lieu à une expertise à Paris, à laquelle Théophile Gautier et Eugène Delacroix participèrent. Elle est conservée au Musée national des beaux-arts de Cuba à La Havane
L'arène divisée a également fait l'objet de nombreuses peintures anonymes, et copies, souvent imitées de Goya, vers le milieu du XIXe.

## L'arène divisée en littérature
Le voyageur anglais Richard Twiss mentionne dès le XVIIIe siècle les spectacles tauromachiques en arène divisée  dans son ouvrage Travels through Portugal and Spain in 1772 and 1773, tout comme que le voyageur anglais de Edward Clarke qui, lui, n'avait vu que deux spectacles.
Au siècle suivant, ce fut Prosper Mérimée qui en rendit compte en 1830 dans La Revue de Paris dans Les Courses de taureaux. À son tour Jean Charles Davillier visita toute l'Espagne en compagnie de  Gustave Doré, et il publia Voyage en Espagne, dans lequel les récits sur les spectacles en arène divisée abondent.